# Sic transit gloria mundi

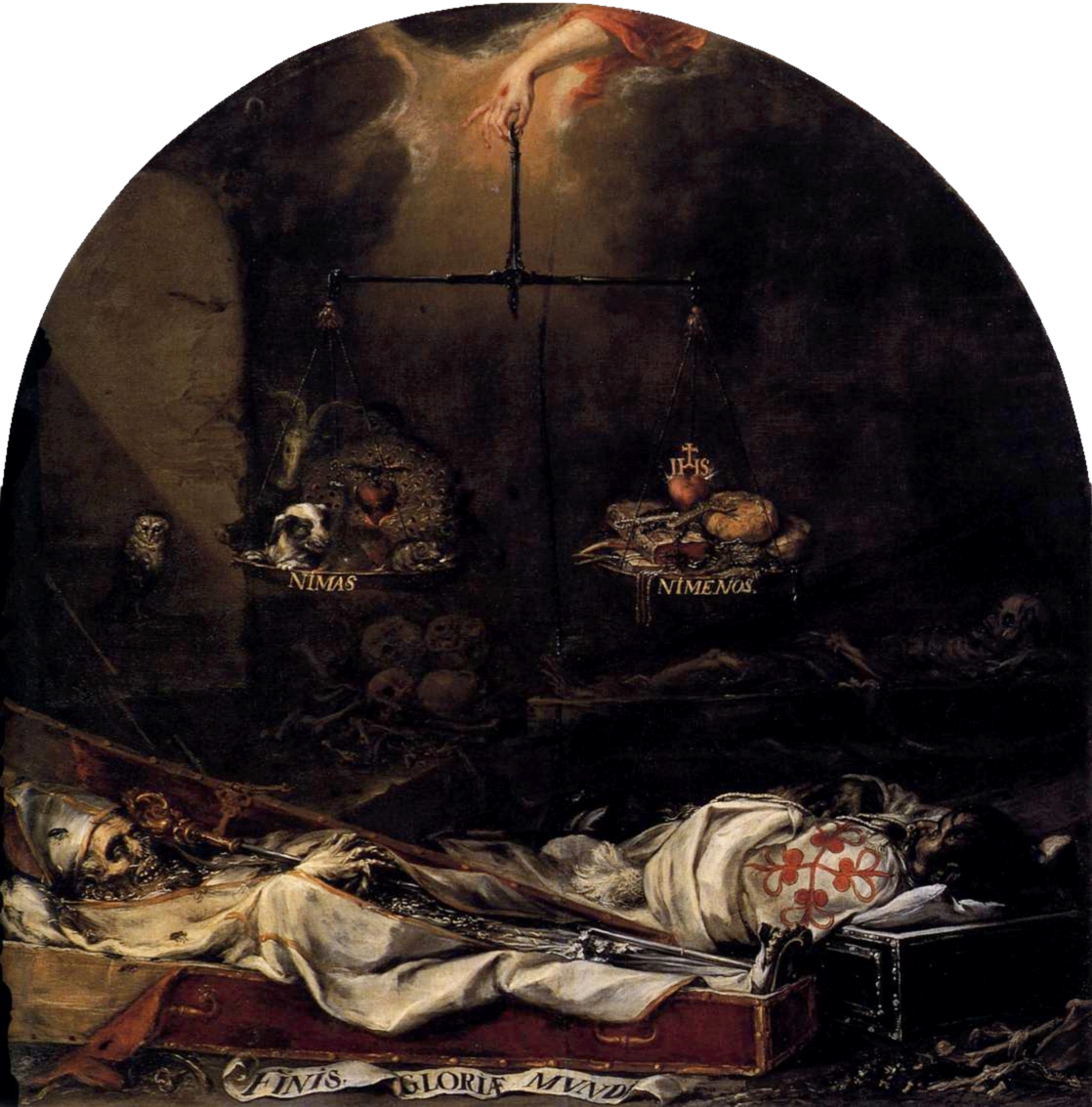
Juan de Valdés Leal, Finis gloriae mundi (1672)

Sic transit gloria mundi (lateinisch So vergeht der Ruhm der Welt) ist ein historisches Zitat.
Das Zitat bezieht sich auf eine von Patricius 1516 beschriebene Vorschrift im Krönungszeremoniell eines neuen Papstes. Dort heißt es, dass der Zeremoniar dreimal einen Bund Werg auf einem Rohrstabe an einer Kerze anzündet und bei jedem Male ausruft: „Pater sancte, sic transit gloria mundi“, wenn der neue Papst die Peterskirche betritt, um ihn darauf hinzuweisen, dass selbst der Papst vergänglich ist.
Das Zitat ist eine Abwandlung des Wortes von Thomas von Kempen „O quam cito transit gloria mundi!“ („O wie schnell vergeht der Ruhm der Welt!“), das vermutlich auf die Bibelstelle 1 Joh 2,17  zurückgeht: „Die Welt vergeht und ihre Begierde“, Vulgata: „Mundus transit et concupiscentia eius“ (2,17 ).
In gewählter Sprache wird das Zitat auch heute noch gelegentlich benutzt, oft in andeutender Abkürzung „Sic transit“ oder Variation, zum Beispiel „Sic transit gloria – lupi!“ („So vergeht der Ruhm – des Wolfes“) bei Konrad Lorenz.